# Anna Polony

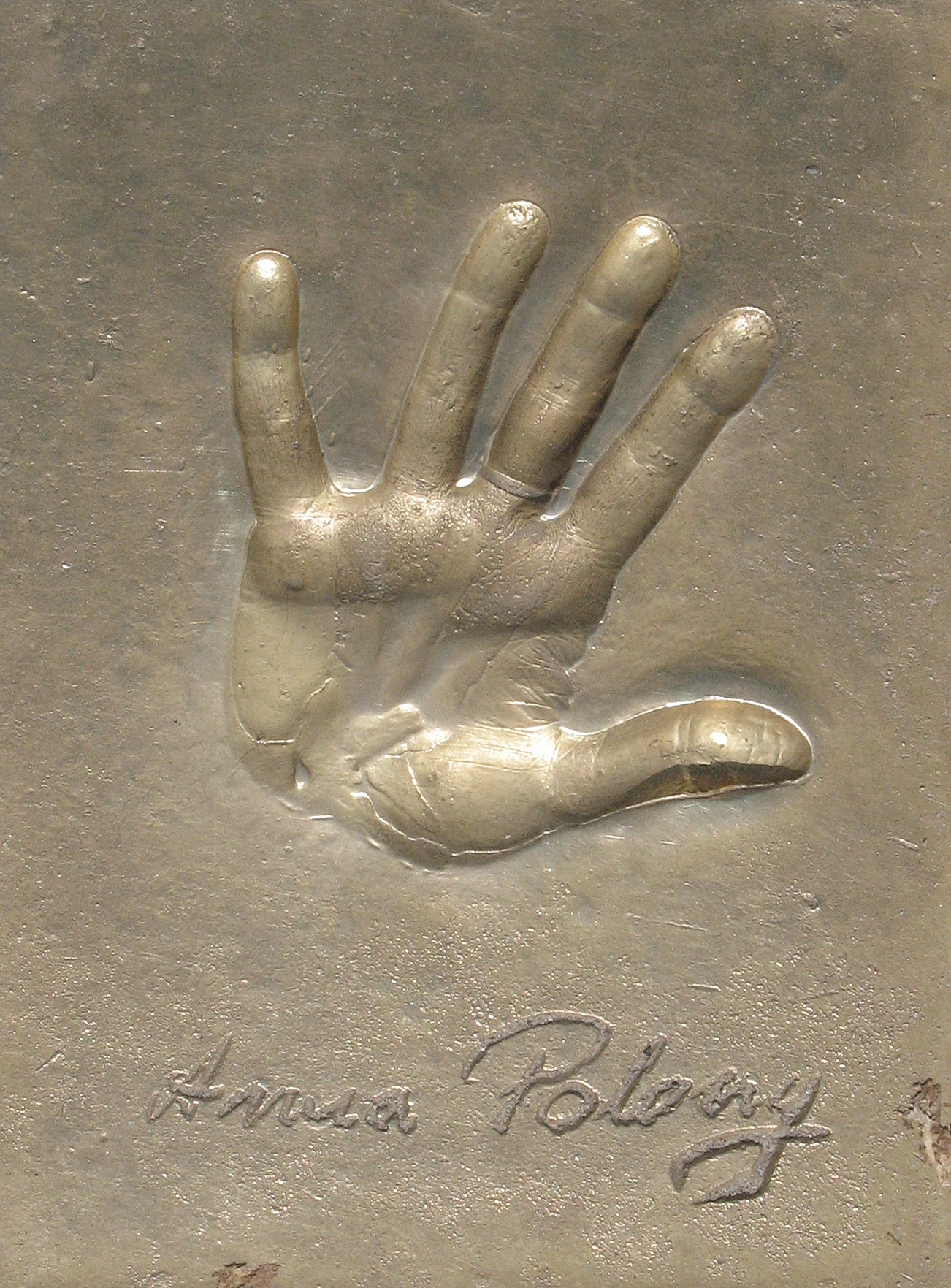
Odcisk dłoni i podpis A. Polony w Alei Gwiazd w Międzyzdrojach

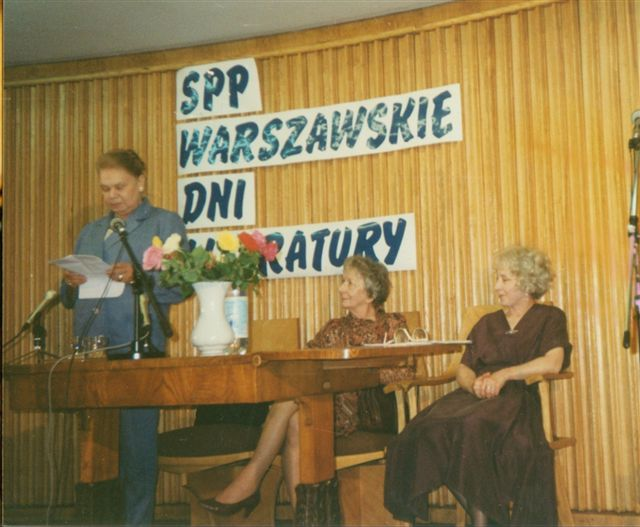
Julia Hartwig, Wisława Szymborska i Anna Polony – spotkanie Stowarzyszenia Pisarzy Polskich, Warszawa 8 maja 1993

Anna Władysława Polony (ur. 21 stycznia 1939 w Krakowie) – polska aktorka teatralna i filmowa, wieloletnia aktorka Starego Teatru im. Heleny Modrzejewskiej w Krakowie i pedagog Akademii Sztuk Teatralnych im. Stanisława Wyspiańskiego w Krakowie, w latach 1999–2005 jej prorektor; reżyser teatralna, laureatka Orła za drugoplanową rolę kobiecą w filmie Rewers.

## Życiorys
Anna Władysława Polony urodziła się 21 stycznia 1939 roku w Krakowie jako córka Jadwigi (1893–1992) i Antoniego Polony (1897–1938), introligatora pochodzenia węgierskiego, zmarłego przed narodzinami córki.
Absolwentka Wydziału Aktorskiego (1960) oraz Wydziału Reżyserii Dramatu (1984) Państwowej Wyższej Szkoły Teatralnej im. Ludwika Solskiego w Krakowie. W 1973 została jej pedagogiem, a w latach 1999−2005 była jej prorektorem. 26 października 1990 otrzymała tytuł profesora nauk o sztukach pięknych. Była członkiem Prezydium Polskiej Akademii Nauk oraz Rady Języka Polskiego.
Zadebiutowała 12 lipca 1959 rolą Małej Polikseny na deskach Starego Teatru w inscenizacji Wojny trojańskiej nie będzie J. Giraudoux w reżyserii Jerzego Kaliszewskiego. W latach 1960−1964 była aktorką Teatru im. Juliusza Słowackiego, następnie od 1964 do 2002 pracowała w Narodowym Starym Teatrze im. Heleny Modrzejewskiej. Występowała w spektaklach Konrada Swinarskiego, Jerzego Grzegorzewskiego, Jerzego Jarockiego, Andrzeja Wajdy, Macieja Prusa, Krzysztofa Babickiego i Agnieszki Glińskiej.
Najważniejsza w jej karierze była współpraca z Konradem Swinarskim. Polony wystąpiła w jego dwunastu realizacjach i asystowała przy legendarnej inscenizacji Dziadów Mickiewicza (1973). Do jej najważniejszych ról w spektaklach Swinarskiego należy zaliczyć Orcia w Nie-Boskiej komedii Z. Krasińskiego (1965), Katarzynę w Woyzecku G. Büchnera (1966), Młodą Bladą w Żegnaj, Judaszu I. Iredyńskiego (1971) oraz Muzę w Wyzwoleniu S. Wyspiańskiego (1974).
Jest laureatką licznych nagród w dziedzinie teatru, między innymi Nagrody im. Aleksandra Zelwerowicza – przyznawanej przez redakcję miesięcznika „Teatr” – za sezon 1986/1987, za rolę Maman Liedermeyer w spektaklu „Wiosna Narodów w Cichym Zakątku” Adolfa Nowaczyńskiego w Starym Teatrze im. Heleny Modrzejewskiej w Krakowie, Złotej Maski (2002) za rolę Pani Orgonowej w „Damach i huzarach” Aleksandra Fredry, Polskiej Nagrody Filmowej „Orzeł” za rolę w filmie „Rewers” (2009) oraz Nagrody Gustaw przyznanej przez Związek Artystów Scen Polskich (2015).
Do czasu przejścia na emeryturę w 2002 pozostawała etatową aktorką w zespole artystycznym Starego Teatru. Gościnną współpracę z teatrem zakończyła w styczniu 2014 w geście sprzeciwu wobec programu artystycznego zaproponowanego przez Jana Klatę, który objął stanowisko dyrektora w styczniu 2013 roku. Wraz z odejściem rozpoczęła współpracę z Teatrem im. Juliusza Słowackiego. W grudniu 2020 zapowiedziano jej powrót na deski Starego Teatru.

## Filmografia

### Filmy
- Napló gyermekeimnek (1984) jako Magda Egri
- Napló szerelmeimnek (1987) jako Magda Egri
- Dekalog VII (1988) jako Ewa
- Napló apámnak, anyámnak (1990) jako Magda Egri
- Dwa księżyce (1993) jako Walentyna Krajewska
- Siódmy pokój (1995) jako siostra Giuseppa
- Historie miłosne (1997) jako matka księdza (głos)
- Wszyscy święci (2002) jako matka Krystyny
- Rogate ranczo (2004) jako Pani Calloway (głos, polski dubbing)
- Książę nocy (2004) jako matka Księcia nocy
- Razem (2006)
- Iron Cross (2008) jako Frau Ganz
- Rewers (2009) jako babcia Sabiny

### Seriale telewizyjne
- Z biegiem lat, z biegiem dni… (1980) jako Aniela Dulska
- Trzy szalone zera (1999) jako babcia Oli
- Na dobre i na złe (2001–2002, 3 epizody)
- Stacyjka (2004) jako Zofia Wielska
- Magda M. (2005–2006, 7 epizodów) jako Natalia Podgórska
- Prawo miasta (2007, 5 epizodów) jako Zuza
- Hotel 52 (2012, Odcinek 65) jako Helena Jaworowska
- Julia (2012) jako ciotka Nina
- Lekarze (2014) jako profesor Janina Pekold
- Drogi wolności (2018) jako Emilia Biernacka

### Teatr Telewizji
- Dziady (1983)
- Noc czerwcowa (2001)
- Wszyscy święci (2002)
- Miłość (2024)

## Odznaczenia i nagrody
- Złota Odznaka „Za zasługi dla Krakowa” (1972)
- Złoty Krzyż Zasługi (1977)
- Odznaka Honorowa „Zasłużony Działacz Kultury” (1979)
- Krzyż Kawalerski Orderu Odrodzenia Polski (1987)
- Medal Komisji Edukacji Narodowej (2002[11])
- Krzyż Oficerski Orderu Odrodzenia Polski (2003)
- Złoty Medal „Zasłużony Kulturze Gloria Artis” (2005)[12]
- Orzeł (2009)
- Krzyż Komandorski z Gwiazdą Orderu Odrodzenia Polski (2011)[13]
- Wielka Nagroda Festiwalu „Dwa Teatry – Sopot 2013” za wybitne kreacje aktorskie w Teatrze Polskiego Radia i Teatrze Telewizji (razem z Ignacym Gogolewskim, 2013)[14]
- Nagroda Gustaw za szczególne zasługi dla środowiska teatralnego (2015)[15]
- Nagroda im. Ireny Solskiej za osiągnięcia w sztuce aktorskiej (2024)[16]